# Polysyncraton pulchrum
Polysyncraton pulchrum är en sjöpungsart som beskrevs av Kott 200. Polysyncraton pulchrum ingår i släktet Polysyncraton och familjen Didemnidae. Inga underarter finns listade i Catalogue of Life.